# Skládací kolo

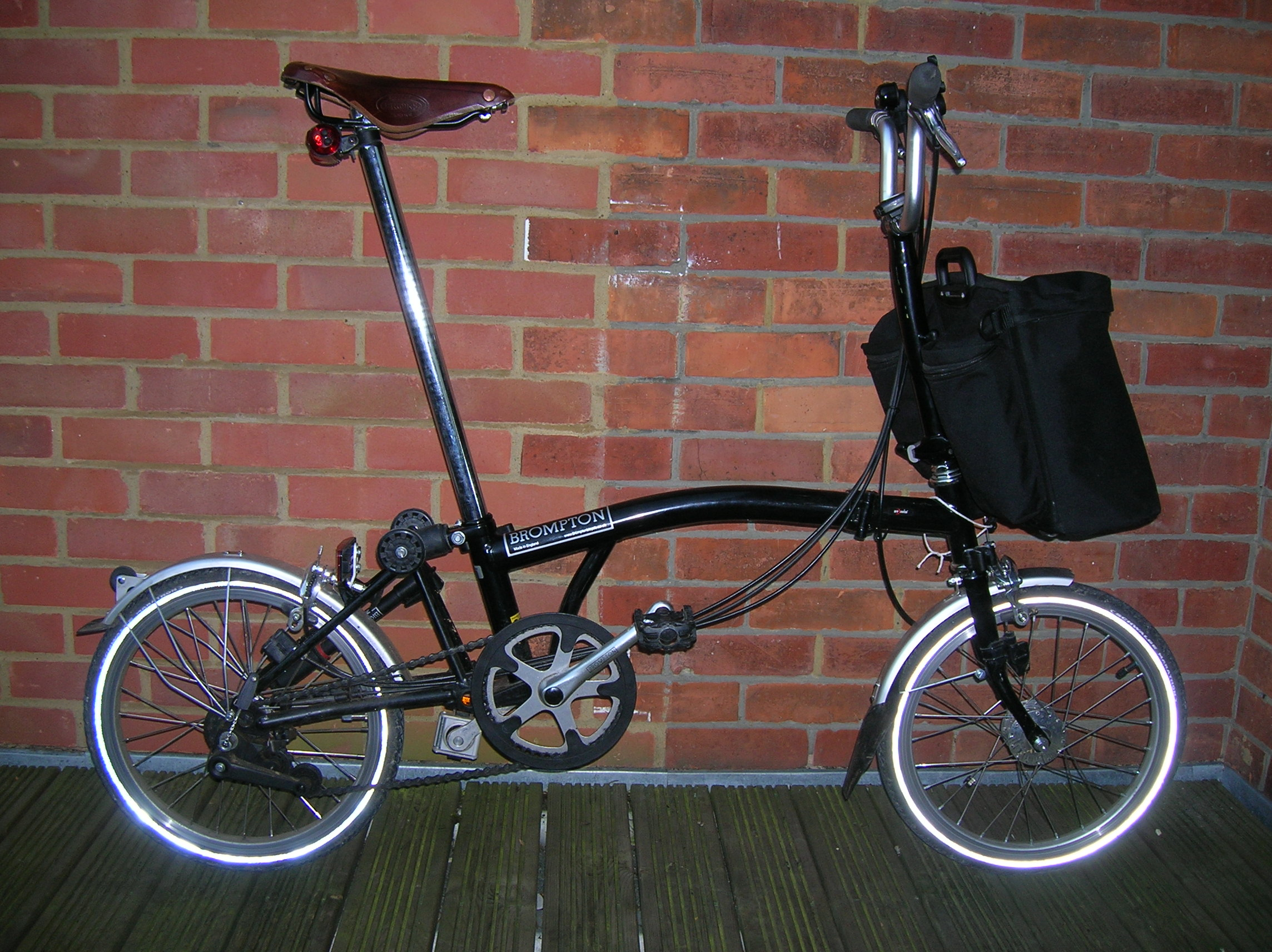
Kolo Brompton v rozloženém stavu

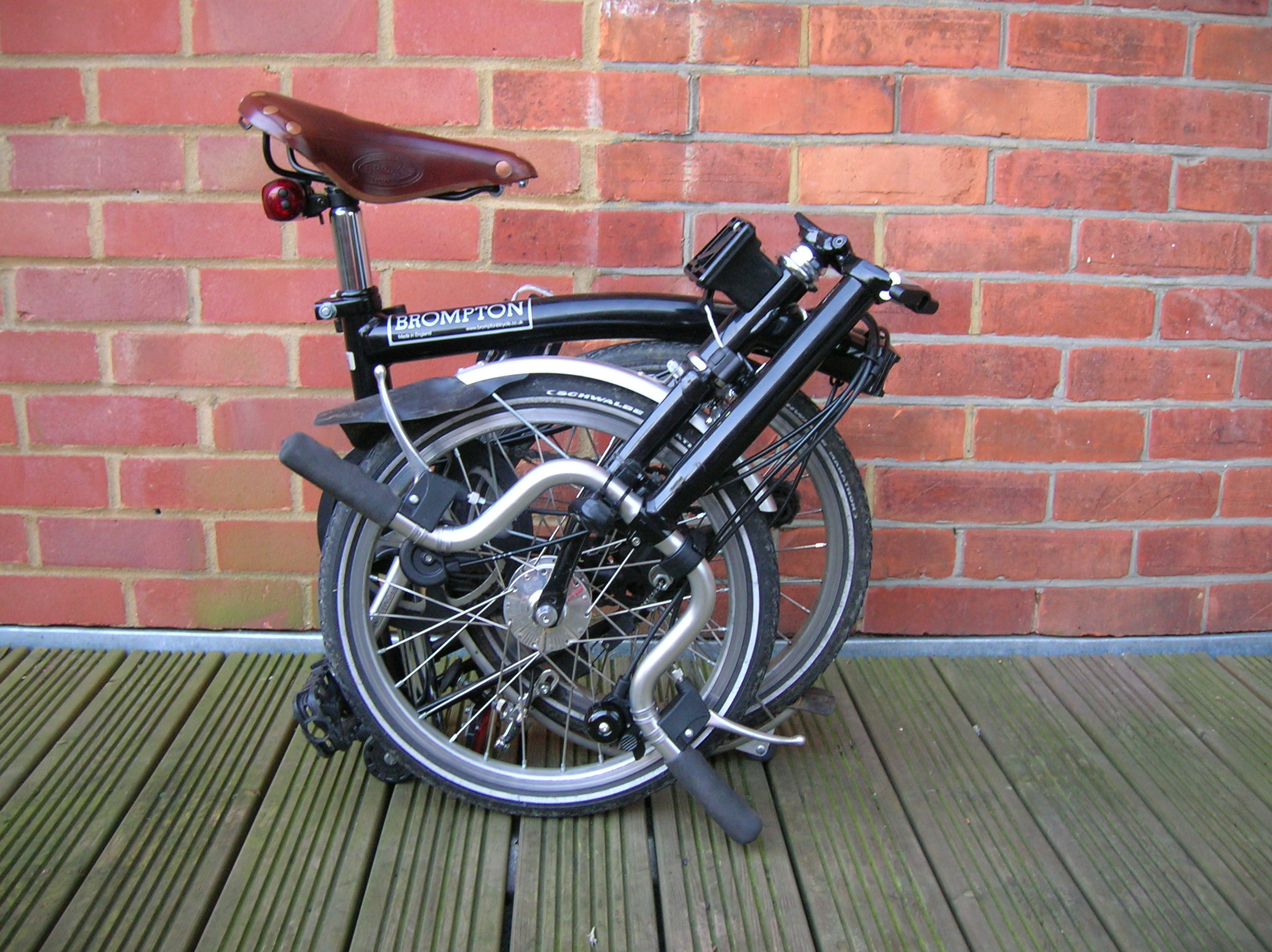
Kolo Brompton ve složeném stavu

Skládací kolo je takové jízdní kolo, které je možné snadno složit do výrazně menší podoby, nejčastěji pro potřeby jeho převozu jiným dopravním prostředkem, nebo za účelem uskladnění.
Skládací systém je nejčastěji založen na použití pantu (nebo i více pantů) na rámu kola. Hlavním cílem při návrhu skládacího kola bývá právě co největší skladnost. Té se dociluje obvykle mimo jiné zejména použitím menších kol, což dělá jízdu po horším terénu méně komfortní. Další nevýhodou bývá o něco větší hmotnost, daná tím, že jednotlivé části (zejména rám a sedlovka) nemohou mít ideální tvar z hlediska pevnosti, což musí být kompenzováno použitím více materiálu.
Významní světoví výrobci skládacích kol jsou firmy Dahon a Brompton Bicycle. V Československu měla dlouhou tradici skládací kola značky Eska.

## Využití
Skládací kolo lze dobře využívat v rámci osobní dopravy pro kombinování více dopravních prostředků. Typickým způsobem použití může být například dojíždění do práce ze vsi do města, kdy je nejprve použito skládací kolo pro dopravu k nádraží, pak se pracovník vlakem převeze do města, kde okolo opět rozloží, dopraví se na něm do práce, kde ho složené snadno uskladní tak, aby mu nemohlo být ukradeno. Prostředky hromadné dopravy, které nepovolují dopravu obyčejných jízdních kol, obvykle umožňují přepravovat složená skládací kola a to buď explicitně (tak je to povoleno například v hromadné dopravě v Londýně), nebo je lze zabalit a přepravovat je jako běžnou velkou tašku či kufr.
V rámci rekreačního cestování je běžné používání skládacích kol tam, kde se majitel přepravuje primárně větším dopravním prostředkem, například cestuje lodí nebo s karavanem.
Skládací kola byla též používána ve válečných konfliktech. Britská armáda používala Pedersenovo kolo v druhé búrské válce. Skládací kola použili také britští armádní parašutisté v druhé světové válce, například při vylodění v Normandii a bitvě o Arnhem.